# Estadio Bautista Gargantini
Estadio Bautista Gargantini är en fotbollsanläggning som ligger i General San Martín Park i staden Mendoza, Argentina. Anläggningen ägs och drivs av Club Independiente Rivadavia. Den rymmer 24 000 personer, och är den andra största stadion i provinsen efter Estadio Malvinas Argentinas.

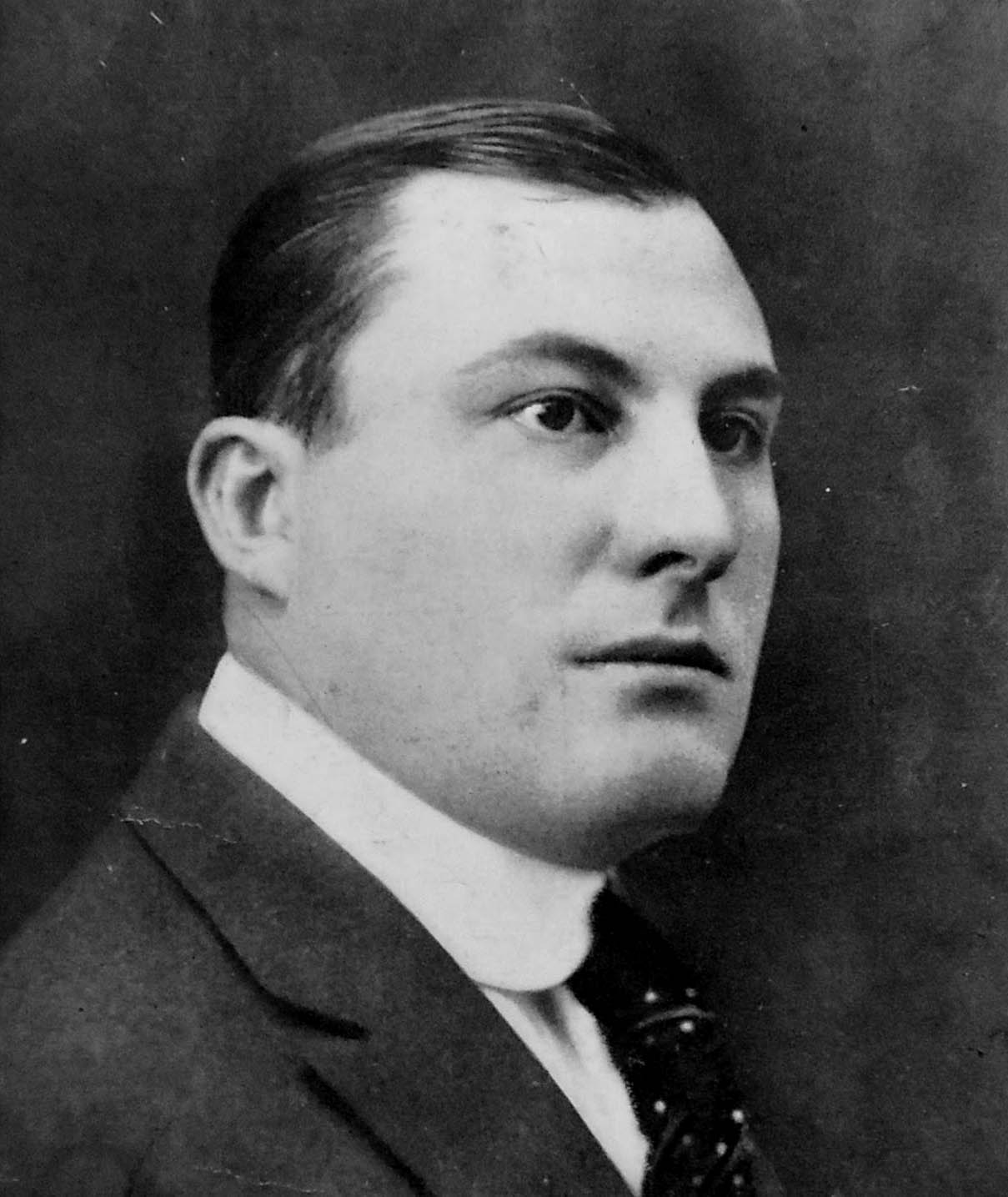
Bautista Gargantini, grundare av Independiente Rivadavia och ordförande för klubben vid fem tillfällen

## Historia
Arenan är uppkallad efter Bautista Gargantini, en av grundarna av Independiente Rivadavia och fem gånger ordförande för institutionen. Gargantini var en av initiativtagarna till sammanslagningen av Club Atlético Independiente och Club Sportivo Rivadavia, vilket resulterade i skapandet av "Independiente Rivadavia".
År 2024 hade Independiente Rivadavia ett genomsnittligt besök på hemmaplan på 23 488 i den argentinska högsta fotbollsligan.
Arenan ligger på mark som beviljades av guvernören i Mendoza, José Néstor Lencinas, till Club Independiente Rivadavia 1923. Arenan invigdes den 5 april 1925 i en match mot den uruguayanska klubben Peñarol, som vanns av besökarlaget med 2–0.
Läktaren, känd som tribuna oeste, var den första betongbyggda läktaren i Argentina.
Under flera år renoverades stadion flera gånger. Ombyggnaderna omfattade byggandet av en ny läktare 1965, och sedan andra två läktare på östra och norra sidan. Stadion återinvigdes i oktober 2008 efter en ny renovering som inkluderade borttagandet av staketet runt planen, nya omklädningsrum och avbytarbänkar, entréer och byggandet av en grop för att hålla avståndet mellan åskådare och spelare. Renoveringen slutfördes 2011.
I rugbyunionen var arenan värd för alla matcher som spelades av Argentina vid South American Rugby Championship 2002.